# Johann Gabriel Seidl

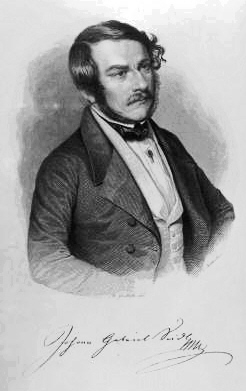
Johann Gabriel Seidl

Johann Gabriel Seidl (Wenen, 21 juni 1804 – aldaar, 18 juli 1875) was een Oostenrijks archeoloog, dichter, schrijver van verhalen en toneelschrijver. Hij schreef de tekst van "Gott erhalte, Gott beschütze unsern Kaiser, unser Land!", de versie uit 1854 van het volkslied van het Oostenrijkse keizerrijk, op muziek van Joseph Haydn (Gott erhalte Franz den Kaiser).
Johann Gabriel Seidl werd geboren in Wenen en was de zoon van een advocaat. Hij studeerde zelf ook rechten. Vanaf 1829 gaf hij les aan een gymnasium in Celje, Slovenië. In 1840 werd hij curator aan het Münz- und Antikenkabinett in Wenen. Van 1856 tot 1871 was hij verantwoordelijk voor de financiën. Hij bracht het grootste deel van zijn leven door in Wenen en overleed er in 1875.
Naast zijn wetenschappelijk werk gaf Seidl diverse gedichten en korte verhalen uit, waaronder de eerste gedichten van Nikolaus Lenau in het tijdschrift Aurora. Verschillende van zijn eigen gedichten werden op muziek gezet door Franz Schubert (bv. "Die Taubenpost" in de cyclus Schwanengesang) en Carl Loewe (bv. "Die Uhr"). Hij schreef niet alleen gedichten in standaard-Duits, maar ook in Oostenrijks dialect.